# La Garde du Roi lion
 (août 2024).
La mise en forme du texte ne suit pas les recommandations de Wikipédia : il faut le « wikifier ».
Les points d'amélioration suivants sont les cas les plus fréquents. Le détail des points à revoir est peut-être précisé sur la page de discussion.
- Les titres sont pré-formatés par le logiciel. Ils ne sont ni en capitales, ni en gras.
- Le texte ne doit pas être écrit en capitales (les noms de famille non plus), ni en gras, ni en italique, ni en « petit »…
- Le gras n'est utilisé que pour surligner le titre de l'article dans l'introduction, une seule fois.
- L'italique est rarement utilisé : mots en langue étrangère, titres d'œuvres, noms de bateaux, etc.
- Les citations ne sont pas en italique mais en corps de texte normal. Elles sont entourées par des guillemets français : « et ».
- Les listes à puces sont à éviter, des paragraphes rédigés étant largement préférés. Les tableaux sont à réserver à la présentation de données structurées (résultats, etc.).
- Les appels de note de bas de page (petits chiffres en exposant, introduits par l'outil «  Source ») sont à placer entre la fin de phrase et le point final[comme ça].
- Les liens internes (vers d'autres articles de Wikipédia) sont à choisir avec parcimonie. Créez des liens vers des articles approfondissant le sujet. Les termes génériques sans rapport avec le sujet sont à éviter, ainsi que les répétitions de liens vers un même terme.
- Les liens externes sont à placer uniquement dans une section « Liens externes », à la fin de l'article. Ces liens sont à choisir avec parcimonie suivant les règles définies. Si un lien sert de source à l'article, son insertion dans le texte est à faire par les notes de bas de page.
- La présentation des références doit suivre les conventions bibliographiques. Il est recommandé d'utiliser les modèles {{Ouvrage}}, {{Chapitre}}, {{Article}}, {{Lien web}} et/ou {{Bibliographie}}. Le mode d'édition visuel peut mettre en forme automatiquement les références.
- Insérer une infobox (cadre d'informations à droite) n'est pas obligatoire pour parachever la mise en page.

Pour une aide détaillée, merci de consulter Aide:Wikification.
Si vous pensez que ces points ont été résolus, vous pouvez retirer ce bandeau et améliorer la mise en forme d'un autre article.
La Garde du Roi lion (The Lion Guard) est une série télévisée d'animation américaine, produite par les studios Disney. Basée sur les longs métrages d'animation Le Roi lion (1994) et Le Roi lion 2 (1998), Cette série montre l’adolescence de Kiara et de son petit frère Kion; la troisième saison fait quant à elle suite au même film.
Le pilote, intitulé La Garde du Roi lion : Un nouveau cri, a été diffusé le 22 novembre 2015 sur Disney Junior, Disney Channel et Disney Cinémagic , puis la diffusion de la série s'est poursuivie à partir du 15 janvier 2016. 
En France et en Belgique, elle est diffusée depuis le 27 janvier 2016 sur Disney Junior puis sur France 3 dans l'émission Ludo depuis le 1er septembre 2016 et au Québec à partir du 27 février 2016 sur La Chaîne Disney.
Un épisode spécial, L'Ombre de Scar (The Rise of Scar), a été diffusé le 27 novembre 2017 aux États-Unis et le 29 juillet 2017 en France.

## Synopsis
La série raconte les efforts de Kion, le plus jeune enfant de Simba et Nala, afin de réunir une équipe d'animaux pour protéger la Terre des Lions. Certains personnages du Roi lion et sa suite Le Roi lion 2 apparaissent tels que Kiara, Timon, Pumbaa, Rafiki, Zazu, Nala et Simba,. Il met également en vedette de nouveaux personnages dont Fuli le guépard, Beshte l'hippopotame, Ono l'aigrette et Bunga le ratel (ou le zorille du cap), amis de Kion. Les Principaux ennemis de la garde sont les Hyènes vivant sur la terre interdite dirigée par Janja (saisons 1 et 2).

## Personnages
Sources : lionguardfandom.com 

### La Garde du Roi lion
- Kion : fils de Simba et Nala, chef de la Garde, le plus féroce de la Terre des Lions. Lors du dernier épisode de la série, il devient le Roi de l'Arbre de vie après s'être marié à Rani. Kion et tous les membres de sa garde deviennent membres de la Garde de Nuit durant la saison 3.
- Bunga : jeune ratel ou zorille du Cap, membre de la Garde, le plus courageux de la Terre des Lions. Il est le fils adoptif de Timon et Pumbaa. À la fin de la saison 3, Il devient le compagnon de Binga.
- Fuli : jeune guépard, membre de la Garde, la plus rapide de la Terre des Lions. À la fin de la saison 3, elle devient la compagne d'Azaad.
- Beshte : jeune hippopotame, membre de la Garde, le plus fort de la Terre des Lions.
- Ono : jeune aigrette, membre de la Garde, à la vue la plus perçante de la Terre des Lions (saisons 1 et 2) puis le plus intelligent de la Terre des Lions (saison 3).
- Anga : jeune aigle martial, elle aide la Garde du Roi lion lorsque Ono se fait blesser par la fumée du volcan. Elle remplace ce dernier grâce à sa vue la plus perçante de la Terre des Lions (saison 3).

### Lions
- Simba : père de Kion et Kiara, Roi de la Terre des Lions.
- Nala : mère de Kion et Kiara, Reine de la Terre des Lions.
- Kiara : grande sœur de Kion et héritière du trône de la Terre des Lions.
- Mufasa : père de Simba et grand-père de Kion et Kiara, ancien roi de la Terre des Lions. Il apparaît sous la forme d'esprit pour guider Kion.
- Scar : petit frère de Mufasa, oncle de Simba et grand-oncle de Kion et Kiara. Il apparaît aussi sous la forme d'esprit et est l'antagoniste principal de la deuxième saison, son but est de prendre sa revanche contre Simba et il réunit les ennemis vaincus par Kion et sa garde au sein d'une horde d'animaux qui se nommera plus tard l'Armée de Scar (à l'exception des Exilés).
- Zira : lionne exilée de la Terre des Lions, fidèle à Scar (son ancien compagnon) ; elle meurt noyée après sa dernière tentative de tuer Simba.
- Nuka (saisons 1 et 2), Vitani et Kovu : enfants de Zira et Scar. À la saison 3, Kovu deviendra le nouveau Roi et compagnon de Kiara. Vitani a formé sa nouvelle garde pendant l'absence de Kion et sa garde. Nuka meurt entre les saisons 2 et 3.
- Rani (saison 3) : Héritière du trône de l'Arbre de Vie. Elle deviendra la Reine à la suite de la mort de la Reine Janna, sa grand-mère. Elle deviendra la compagne de Kion lors du dernier épisode de la série.
- Titfu et Zuri : meilleures amies d'enfance de Kiara.

### Éléphants
- Ma Tembo : éléphante, fille d'Aminifu et nouveau chef de son clan.
- Aminifu : père de Ma Tembo et ancien meneur du clan des éléphants, il meurt dans la saison 1.
- Mtoto : jeune éléphant du clan de Aminifu.

### Singes et gorilles
- Rafiki : mandrill chaman.
- Makini : jeune femelle mandrill apprentie chaman puis chaman de l'Arbre de vie. D'abord apprentie de Rafiki, elle mène ensuite les membres de la Garde à l'Arbre de vie pour y faire soigner Kion et Ono qui ont été blessés lors de la bataille contre Scar et ses sbires. Elle deviendra Njuzi royal de la reine Rani, à l'instar de Rafiki pour le roi Simba.
- Sokwe : gorille, chef du clan des gorilles.
- Majinuni et Hafifu : gorilles membres du clan de Sokwe.
- Shujaa : le plus fort de tous les gorilles et meilleur ami de Beshte.

### Hippopotames et rhinocéros
- Basi : père de Beshte et chef du clan des hippopotames.
- Mbeya : rhinocéros, chef du clan de son espèce.

### Hyènes et chacals
- Janja : chef du clan des hyènes, ennemi juré de Kion et rival de Jasiri et de son clan. Ils font parfois des incursions sur la Terre des Lions. Janja et sa meute se sont finalement repentis et alliés à la Terre des Lions contre Scar au début de la troisième saison.
- Jasiri : hyène tachetée alliée, aux côtés de son clan, à la Garde contre Janja et les siens, jusqu'à ce que ceux-ci se repentent au début de la saison 3.
- Cheezi et Chungu : sbires de Janja, Cheezi est inspiré de Ed et Chungu est le plus gros du trio.
- Madoa : sœur de Jasiri du clan des hyènes alliées.
- Tunu et Wema : bébés hyènes du clan des hyènes alliées.
- Nne et Tano : hyènes, membres du clan de Janja qui prennent la place de Cheezi et Chungu dans un seul épisode, ils se pardonnent auprès de Janja pour leurs trahison.
- Sita et Saba : hyènes, membres du clan de Janja.
- Reirei : cheffe du clan des chacals ; au contraire du clan de Janja, les chacals sont bêtes, couards et querelleurs.
- Goigoi : compagnon de Reirei qui est fainéant.
- Dogo : fils de Reirei et Goigoi, il obéit à sa mère.
- Kijana : fille de Reirei et de Goigoi, on sait peu de choses à son sujet. Elle apparaît dans un épisode.
- Haya, Ogopa et Mjomba : protèles et leur clan. Devenus des proies pour Reirei et son clan de chacals, ils seront sauvés par la garde.

### Zèbres
- Muhimu : zèbre, chef du clan des zèbres.
- Kwato et Thruston : jeunes zèbres, membre du clan de Muhimu.
- Thurston : le plus bête de tous les zèbres et de plus il est naïf.
- Dhahabu : femelle zèbre dorée et très belle vivant sur les Terres Reculées et cheffe de son clan. Bunga sera particulièrement en admiration devant elle.
- Hamu : jeune zèbre.

### Oiseaux
- Zazu : calao, majordome royal.
- Kulinda : ombrette, amie d'Ono et mère d'Ona.
- Ona : bébé ombrette, fille de Kulinda.
- Mzingo : vautour, chef du clan des rapaces.
- Mpishi : gymnogène d'Afrique, ennemie jurée d'Ono.
- Tamaa : drongo, oiseau imitateur de voix, il vit sur la Terre des lions.

### Crocodiles
- Pua : ancien chef du clan des crocodiles qui a été détrôné par Makuu.
- Makuu : chef du clan des crocodiles qui a pris la place de Pua. Autrefois un ennemi de la Garde dans la saison 1, il devient gentil dans la saison 2.
- Kiburi : ancien membre du clan de crocodiles de Makuu, devenu ennemi de la Garde dans la saison 2.

### Girafes
- Shingo : girafe avec son clan.
- Twiga : girafe ermite.

### Autres
- Timon et Pumbaa : suricate et phacochère amis et parents adoptifs de Simba et plus tard, de Bunga.
- Azaad : guépard, futur compagnon de Fuli. Apparaît dans la saison 3.
- Binga : Ratel ou zorille du cap, future compagne de Bunga. Apparaît dans la saison 3.
- Mbuni : autruche et chef de son clan.
- Kambuni : jeune autruche du clan de Mbuni.
- Ajabu : okapi avec son clan.
- Vuruga Vuruga : buffle avec son clan.
- Badili : jeune léopard qui est le souffre-douleur de Makucha et Mapigano.
- Swala : gazelle avec son clan.
- Shauku : jeune rongeur avec son clan.
- Kongwe : tortue femelle, amie de Makini.
- Makucha et Mapigano : léopards qui persécutent Badili pour voler son territoire.
- Mwoga : vautour espion de Mzingo et répond aux ordres de ce dernier.
- Ushari : cobra égyptien qui est souvent dérangé (voire piétiné) par les protagonistes dans la saison 1. Ne le supportant plus, il devient un antagoniste dans la saison 2 et s'allie avec Janja et son clan en leur disant qu'en l'aidant à invoquer l'esprit de Scar, la victoire sera à eux. Ushari meurt lors de la saison 3, lors de la dernière bataille de la Garde du Roi lion contre l'armée de Scar, dans le volcan de la Terre Interdite.

## Fiche technique
- Titre original : The Lion Guard
- Titre français : La Garde du Roi lion
- Création : Ford Riley
- Réalisation : Howy Parkins, Tom De Rosier
- Scénario : John Loy, Elise Allen, Jack Monaco, Kendall Michele Haney…
- Direction artistique : Plamen Christov
- Montage : Christopher K. Gee
- Musique : Christopher Willis, Beau Black
- Production : John I. Carrillo ; Ford Riley (exécutif)
- Sociétés de production : Disney Television Animation, Lioness Productions
- Sociétés de distribution : Disney Junior, Disney-ABC Domestic Television
- Pays d'origine :  États-Unis
- Langue originale : anglais
- Format : couleur — HDTV  — 16/9 — son stéréo
- Genre : animation
- Nombres d'épisodes : 74 (3 saisons)
- Durée : 22 minutes
- Dates de première diffusion :
  - États-Unis : 15 janvier 2016
  - France / Belgique : 27 janvier 2016
  - Canada (Québec) : 27 février 2016
- Classification : jeunesse enfants[11]

## Distribution

### Voix originales
- Max Charles : Kion
- Diamond White : Fuli
- Dusan Brown : Beshte
- Atticus Shaffer : Ono
- Joshua Rush : Bunga
- Rob Lowe : Simba
- Gabrielle Union : Nala
- Eden Riegel : Kiara
- Kevin Schon : Timon, Chungu
- Ernie Sabella : Pumbaa
- Khary Payton : Rafiki
- Jeff Bennett : Zazu
- James Earl Jones : Mufasa
- Sarah Hyland : Tiifu
- Madison Pettis : Zuri
- Maia Mitchell : Jasiri
- Gerald C. Rivers : Pua
- Kevin Michael Richardson : Basi
- Howy Parkins : Mbaya
- Dee Bradley Baker : Hyrax
- Lynette DuPree : Ma Tembo
- Alex Cartana : Twiga
- Russi Taylor : Muhanga
- Andrew Kishino : Janja
- Vargus Mason : Cheezi
- Greg Ellis : Mzingo
- Cam Clarke : Mwoga
- Blair Underwood : Makuu
- Christian Slater : Ushari
- Ana Gasteyer : Reirei
- Jacob Gunether : Dogo
- Phil LaMarr : Goigoi
- David Oyelowo: Scar
- Emma Bunton : Muhimu

Sources : Entertainment Weekly,, Indiewire, Variety.

### Voix françaises
- Kylian Trouillard : Kion
- Léo Ristorto : Kion (chant)
- Aloïs Agaësse-Mahieu : Bunga
- Emmylou Homs : Fuli
- Benjamin Bollen : Ono
- Arnaud Laurent : Beshte
- Diane Dassigny : Anga
- Emmanuel Curtil : Simba
- Sybille Tureau : Nala
- Kelly Marot : Kiara
- Jean-Philippe Puymartin : Timon
- Michel Elias : Pumbaa
- Med Hondo : Rafiki (1re voix, du pilote à l'épisode 11 de la saison 1)
- Serge Faliu : Rafiki (2e voix, à partir de l'épisode 19 de la saison 1)
- Michel Prud'homme : Zazu
- Gilles Morvan : Mufasa
- Xavier Fagnon : Janja
- Camille Gondart : Rani
- Martin Faliu : Cheezi
- Gérard Surugue : Chungu
- Patrice Dozier : Mzingo / Ushari
- Audrey Sablé : Tiifu
- Vincent Bonnasseau : Big Baboon
- Clément Moreau : Jeune rhinocéros
- Michel Vigné : Makuu
- Patrick Borg : Pua
- Stéphane Edgard : Goigoi
- Saïd Amadis : Basi
- Mélina Mariale : Jasiri
- Jacques Faugeron : Mwoga
- Marion Posta : Matembo
- Virginie Hénocq : Twiga
- Léovanie Raud : Rairai
- Kaycie Chase : Dogo
- France Renard : Muhimu
- Pierre-François Pistorio : Tamaa
- Jean-Michel Vaubien : Ajabu
- Alice Taurand : Mjomba
- Céline Legendre-Herda : Laini
- Élisabeth Wiener : Zira
- Cédric Dumond : Kovu
- Dorothée Pousséo : Vitani
- Damien Boisseau : Nuka
- Marie Zidi : Dhahabu
- Flora Brunier : Madoa
- Thierry Gondet : Majinuni
- Sylvain Agaësse : Bupu
- Corinne Martin : Hamu
- Guy Chapellier : Scar
- Daniel Beretta : Scar (chant)
- Anaïs Delva : Makini (1re voix, des épisodes 5 à 14 de la saison 2), Twiga (chant)
- Aurélie Konaté : Makini (2e voix, à partir de l'épisode 17 de la saison 2)
- Jérémie Covillault : Kenge
- Fanny Fourquez : Shupavu
- Nicolas Justamon : Tamka / Tumbili
- Paul Borne : Kiburi
- Alexandre Nguyen : Chama
- Nadine Girard : Mzaha
- Clara Soares : Yuki
- Olivier Podesta : Raha
- Arnaud Léonard : Shujaa
- Eric Chantelauze : Makucha

Sources : rsdoublage.com 

## Production

### Développement
La série a été annoncée par Disney le 9 juin 2014 au Comic Con, le même mois que le 20e anniversaire du premier film et a été décrit comme « Le Roi lion rencontre The Avengers. »
L'annonce de la série est venue après une réunion entre le directeur général de Disney Junior, Nancy Kanter et le chef de la direction de Disney Robert Iger. Robert a suggéré à Nancy que Disney Junior devrait envisager la production de cette série pour célébrer le 20e anniversaire du film en 2014. Disney a montré des images assez tôt pour attirer le jeune public, qui était en mesure de faire des suggestions, telles que le réglage du regard des hyènes. Disney Consumer Products a lancé une ligne de jouets basée sur la série télévisée ; au moins cinq titres de livres basés sur la série sont également prévus pour une sortie en janvier 2016 : Return of the Roar, Can't Wait to Be Queen, Bunga the Wise, Follow That Hippo!, Meet the New Guard et Kion's Animal Alphabet.
Le 12 août 2015, une bande-annonce a été présentée lors de l'exposition D23, avec de nouvelles informations sur le long métrage,.
L'épisode pilote, intitulé La Garde du Roi lion : Un nouveau cri, est diffusé le 22 novembre 2015 sur Disney Junior Disney Channel et Disney Cinemagic . En 2016 il a été annoncé qu’une saison 2 serait en production. En 2017, il a été annoncé que la saison 3 était officiellement en cours de production et serait diffusée le 27 août 2019 aux États-Unis et en France, sur Disney junior, elle sera diffusée au mois de novembre. 
En août 2015, Disney confirme qu'une partie de la distribution vocale originale sera présente,.

## Produits dérivés

### DVD
Sorties France
- 30 mars 2016 : Un nouveau cri (épisode pilote)
- 3 mai 2017: La Puissance de la Garde (6 épisodes : La Nouvelle Famille de Fuli, Bunga le sage, Meilleurs tous ensemble, Suivez cet hippopotame !, Un festin de Utamu et Il faut toujours se méfier des apparences)
- 23 août 2017 : Aventures en Terre des Lions (5 épisodes : La Prise de pouvoir de Makuu, La Fête de Kupatana, Bunga et le roi, Je ne rugirai plus jamais et L'Ami imaginaire de Beshte)
- 18 octobre 2017 : coffret La Garde du Roi lion (contient les 3 premiers volumes)
- 18 avril 2018 : L'Ombre de Scar[n 1] (L'Ombre de Scar + 4 épisodes : Au secours des galagos, La Nouvelle Meute de Janja, Ces babouins ! et Les Lions de la Terre Interdite)
- 17 octobre 2018 : coffret La Garde du Roi Lion (contient les 4 premiers volumes)